# Italonormands
Els italnormands foren un grup ètnic d'origen normand establert al Regne de Sicília després de la conquesta normanda del sud d'Itàlia i Sicília. Tot mantenint alguns trets típics de la religiositat i l'estil militar dels seus avantpassats nòrdics, desenvoluparen una cultura pròpia, influïda significativament pel seu contacte amb poblacions romanes d'Orient, longobardes i musulmanes.